# جواد فخر طباطبایی
  جواد فخر طباطبائی از سیاستمداران ایرانی بود، که در دوره‌های یازدهم بعنوان نماینده بروجرد در مجلس شورای ملی حضور داشت.